# 大阪市立住之江小学校
大阪市立住之江小学校（おおさかしりつ すみのえ しょうがっこう）は、大阪府大阪市住之江区にある公立小学校。

## 沿革
地域の児童の増加に伴って大阪市立敷津浦小学校の学校規模が過大となり、現在の住之江区御崎5丁目に分校を設置したことに始まる。その後大阪市立住之江小学校として独立校となった。
1995年、旧大阪市立南稜中学校跡地の現在地に移転した。旧住之江小学校跡地には2000年に大阪市立清江小学校が設置された。
- 1964年 - 大阪市立敷津浦小学校の分校として開校。
- 1965年 - 大阪市立住之江小学校として独立開校。
- 1970年 - 分校を設置。
- 1971年 - 分校が大阪市立平林小学校として分離開校。
- 1995年 - 現在地に移転。
- 2000年 - 校区を再編。校区の一部を新設の大阪市立清江小学校に分離。

## 通学区域
- 住之江区 御崎1-4丁目、南加賀屋1丁目、浜口西2丁目。

卒業生は大阪市立真住中学校に進学する。

## 交通
- 南海本線 住ノ江駅 西へ約1.2km。
- Osaka Metro四つ橋線・ニュートラム 住之江公園駅 東へ約700m。
- 大阪シティバス 御崎3丁目バス停。

## 出身者
- ゆでたまご - 漫画家
- 晴斗希 - プロレスラー